# دینا کاروی
دِینا کاروی (به انگلیسی: Dana Carvey) (زاده ۲ ژوئن ۱۹۵۵) بازیگر آمریکایی است.
از فیلم‌های معروف او می‌توان به بازی در فیلم به دام افتاده در بهشت، جهان وین ۲، تخته سنگ تمیز و جاده‌ای به ولویل اشاره کرد.